# Placca di Phoenix
La placca di Phoenix era un'antica placca tettonica della litosfera terrestre.

## Caratteristiche
La placca di Phoenix fu in esistenza dalla metà del Cretacico fino all'inizio del Paleogene ed era posizionata in quello che in seguito divenne l'oceano Pacifico.
Attorno a 52,3 milioni di anni fa, la placca cominciò a scomparire per subduzione al di sotto della placca antartica, in corrispondenza della Penisola Antartica. La subduzione diede origine all'arcipelago vulcanico delle Isole Shetland Meridionali in seguito all'apertura di un rift lungo la penisola Antartica. Il rift ha cessato ogni attività quattro milioni di anni fa, quando la placca di Phoenix terminò la sua subduzione al di sotto della placca antartica.
La dorsale oceanica Pacifico-Phoenix che separava la placca di Phoenix dalla placca pacifica, aveva una velocità di accrezione compresa tra 18 e 20 centimetri all'anno nel corso del Cretacico, all'incirca 84 milioni di anni fa.